# خانه خوشرو و ساباط مجاور
خانه خوشرو و ساباط مجاور مربوط به دوره پهلوی است و در کرمان، محله باغ لله واقع شده و این اثر در تاریخ ۲۸ فروردین ۱۳۸۰ با شمارهٔ ثبت ۳۷۰۵ به‌عنوان یکی از آثار ملی ایران به ثبت رسیده‌است.

## نگارخانه

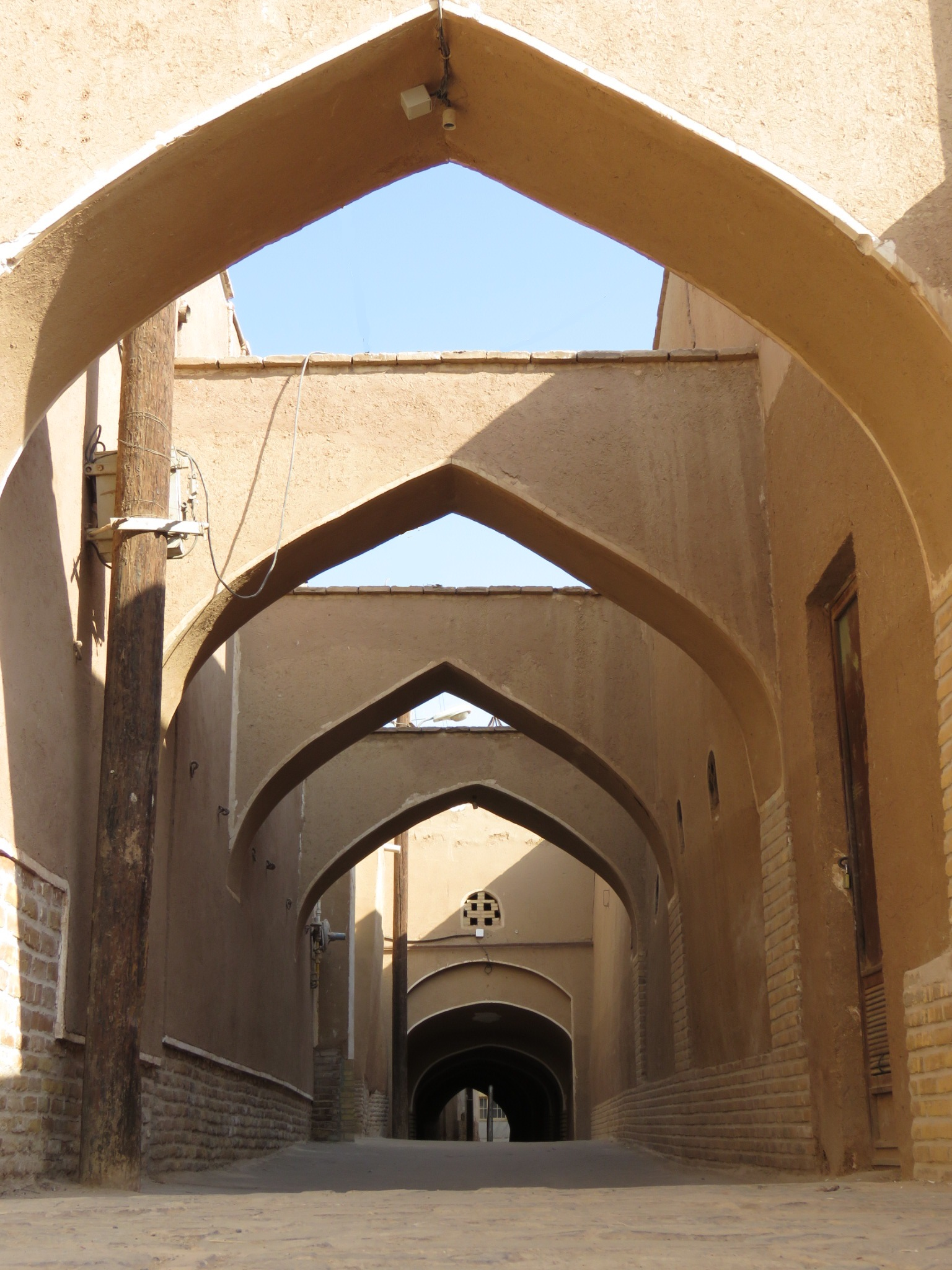
کوچه خانه خوشرو
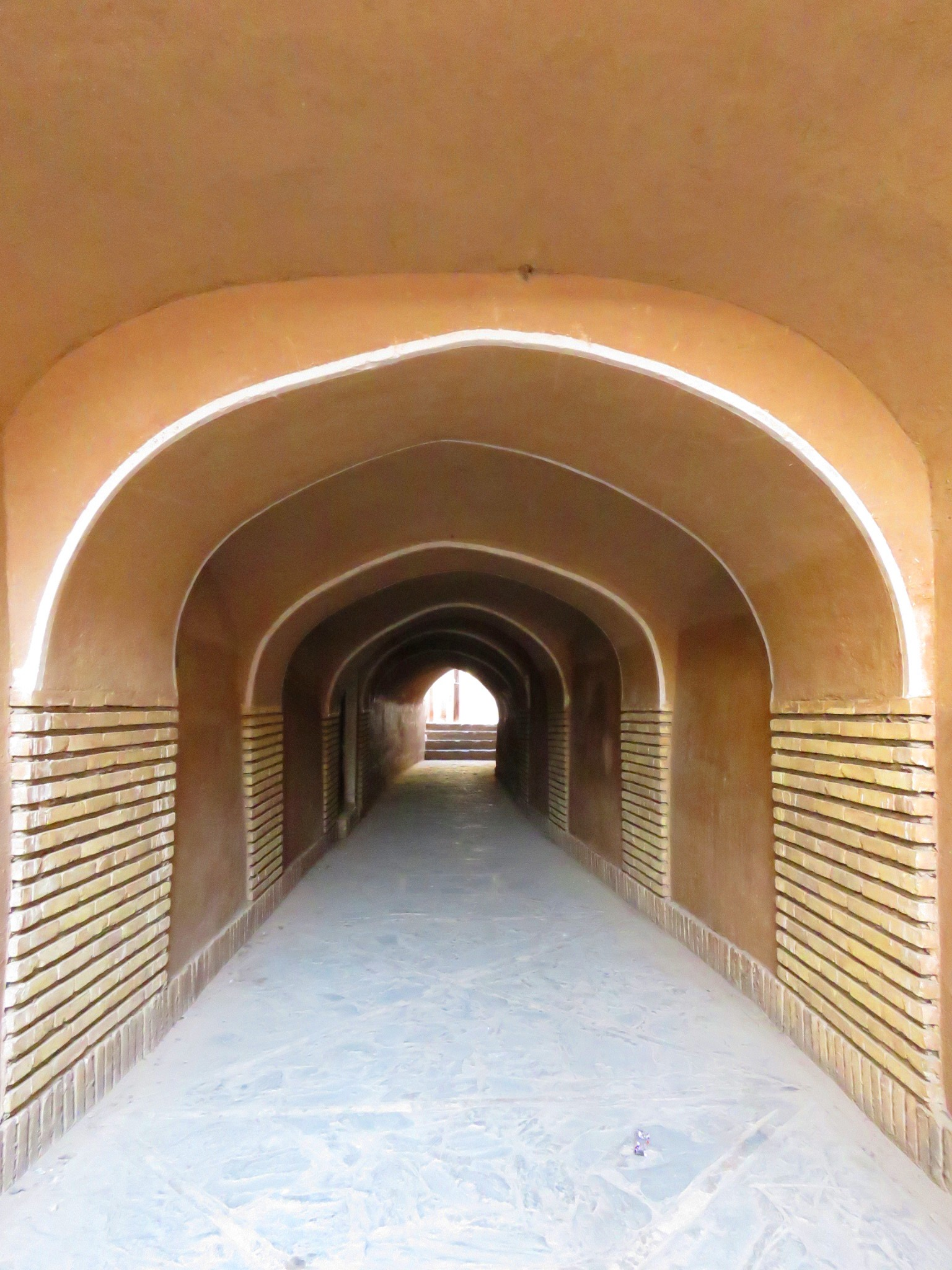
ساباط مجاور